# Choaspes estrella
Choaspes estrella is een vlinder uit de familie van de dikkopjes (Hesperiidae). De wetenschappelijke naam van de soort is voor het eerst gepubliceerd in 1980 door Rienk de Jong.